# Harry Potter i więzień Azkabanu (film)
Harry Potter i więzień Azkabanu (ang. Harry Potter and the Prisoner of Azkaban) – film fantasy, na podstawie książki Joanne K. Rowling pod tym samym tytułem.
Okres zdjęciowy: 24 lutego – październik 2003.
Serwis Rotten Tomatoes przyznał mu wynik 90%.

## Fabuła
Z pilnie strzeżonego więzienia dla czarodziejów, Azkabanu, ucieka niebezpieczny przestępca – Syriusz Black, ojciec chrzestny Harry’ego podejrzany o zamordowanie Petera Pettigrew oraz dwunastu mugoli. W trzeciej części przygód niezwykłego czarodzieja poznajemy nowego nauczyciela Obrony Przed Czarną Magią, oglądamy Hagrida w nowej roli oraz dowiadujemy się więcej o przeszłości profesora Snape’a. Wyprawiamy się także wraz z trzecioklasistami do obfitującego w atrakcje Hogsmeade, jedynej wioski w Anglii zamieszkanej wyłącznie przez czarodziejów. Po piętach uczniów depczą mrożący krew w żyłach dementorzy.

## Obsada
| Postać | Aktor                | Polski dubbing         |
| --- | -------------------- | ---------------------- |
| Harry Potter | Daniel Radcliffe     | Jonasz Tołopiło        |
| Ron Weasley | Rupert Grint         | Marcin Łabno           |
| Hermiona Granger | Emma Watson          | Joanna Kudelska        |
| Syriusz Black | Gary Oldman          | Jan Peszek             |
| Remus Lupin | David Thewlis        | Piotr Polk             |
| Severus Snape | Alan Rickman         | Mariusz Benoit         |
| Albus Dumbledore | Michael Gambon       | Wojciech Duryasz       |
| Rubeus Hagrid | Robbie Coltrane      | Marek Obertyn          |
| Draco Malfoy | Tom Felton           | Aleksander Czyż        |
| Minerwa McGonagall | Maggie Smith         | Wiesława Mazurkiewicz  |
| Sybilla Trelawney | Emma Thompson        | Maria Pakulnis         |
| Ginny Weasley | Bonnie Wright        | Julia Malska           |
| Vernon Dursley | Richard Griffiths    | Kazimierz Wysota       |
| Petunia Dursley | Fiona Shaw           | Ewa Dałkowska          |
| Dudley Dursley | Harry Melling        | –                      |
| Marge Dursley | Pam Ferris           | Krystyna Kołodziejczyk |
| Peter Pettigrew | Timothy Spall        | Włodzimierz Press      |
| Korneliusz Knot | Robert Hardy         | Jerzy Łapiński         |
| Molly Weasley | Julie Walters        | Joanna Jędryka         |
| Artur Weasley | Mark Williams        | Leon Charewicz         |
| Madame Rosmerta | Julie Christie       | Marzena Trybała        |
| Argus Filch | David Bradley        | Jacek Czyż             |
| Fred Weasley | James Phelps         | Jakub Truszczyński     |
| George Weasley | Oliver Phelps        | Jakub Truszczyński     |
| Neville Longbottom | Matthew Lewis        | Krzysztof Królak       |
| Seamus Finnigan | Devon Murray         | Nieznany aktor         |
| Dean Thomas | Alfred Enoch         | Damian Walczak         |
| Percy Weasley | Chris Rankin         | Kacper Kuszewski       |
| Stan Shunpike | Lee Ingleby          | Maciej Zakościelny     |
| Walden Macnair | Peter Best           | –                      |
| Filius Flitwick | Warwick Davis        | –                      |
| Pansy Parkinson | Genevieve Gaunt      | Nieznana aktorka       |
| Vincent Crabbe | Jamie Waylett        | Nieznany aktor         |
| Gregory Goyle | Joshua Herdman       | Piotr Uszyński         |
| James Potter | Adrian Rawlins       | –                      |
| Lily Potter | Geraldine Somerville | –                      |
| Opracowanie i udźwiękowienie wersji polskiej: Studio Sonica Reżyseria: Agnieszka Matysiak Asystent reżysera: Beata Aleksandra Kawka Dialogi polskie: Barbara Robaczewska Dźwięk: Jacek Osławski Montaż: Agnieszka Stankowska, Ilona Czech-Kłoczewska Organizacja produkcji: Beata Aleksandra Kawka W pozostałych rolach: Agnieszka Matysiak, Marcel Borowiec, Mariusz Oborski, Arkadiusz Jakubik, Ryszard Olesiński (Sir Cadogan {sceny usunięte}), Mariusz Czajka (Gadająca głowa w Błędnym Rycerzu) i inni. |                      |                        |

## Ekipa
- Reżyseria – Alfonso Cuarón
- Scenariusz – Steve Kloves
  - na podstawie książki Joanne K. Rowling
- Muzyka – John Williams
- Zdjęcia – Michael Seresin
- Montaż – Steven Weisberg
- Scenografia – Stuart Craig, Stephenie McMillan, Steven Lawrence, Gary Tomkins, Alexandra Walker, Andrew Ackland-Snow, Alan Gilmore.
- Kostiumy – Jany Temime
- Produkcja – David Heyman, Chris Columbus, Mark Radcliffe.
- Producent wykonawczy – Michael Barnathan, Callum McDougall, Tanya Seghatchian.

## Nagrody
Film otrzymał 2 nominacje do Oscara, w kategoriach Najlepsza Muzyka i Najlepsze Efekty Specjalne.